# 作业成本法
作业成本法 ，又稱作業基礎成本制(Activity-based costing，缩写ABC)，是一种成本核算方法，在企业资源和企业产品之间加入核算单位——作业(Activities)，制造产品或提供服务需要耗费"作业"，而作业消耗企业资源，所消耗的企业资源构成成本。该方法的基本思想是构造一个把间接费用合理正確地分摊于企业产品、服务或其他成本標的的途径，同时为现有产品定价、新产品定价、降低成本，乃至於營運管理(如：品質、產能、作業、流程...等)提供可靠的決策資訊，提昇企業或組織的決策品質。
傳統兩段式之成本分攤方法，假設服務部門成本與產品無關，先將服務部門成本分攤至生產部門，最終再累積至產品。作業基礎成本制以成本歸屬為核心建立作業成本庫(activity cost pool)，第一階段將製造費用累積至作業，第二階段依據產品消耗作業之程度，分攤至最終產品。:368作業基礎成本制先將產品之製造過程區分為一系列之作業，並將製造費用累積至各作業，建立各項作業成本庫，並依據成本動因建立各項作業成本分攤率，產品則根據作業之消耗量為基礎，將作業成本分攤置產品。:371
企業或組織之所以需要採行ABC，可歸納為以下幾個原因：
1. 產業競爭激烈：產業競爭激烈，正所謂「失之毫釐，差之千里」，若成本計算不精確，不僅導致定價決策錯誤，亦可能逐步喪失競爭優勢。
2. 成本扭曲問題日趨嚴重(交叉補貼（英语：cross subsidization）)：通常傳統標準成本制定之過程當中，並未考慮大、小訂單間之差異，以及經濟製造量等因素，在現今特殊訂單及產品差異化的趨勢之下，倘若不妥善考慮訂單間之差異，則不可避免地產生交叉補貼之現象，久而久之就造成核心能力之喪失。
3. 傳統成本會計無法提供攸關成本與管理之資訊：傳統成本會計所提供之財務報表，大多為管理階層所設計，無法適當地與作業層級主管、人員之管理需求相結合，則導致作業主管無法依據財務報表分析作出適當之管理決策。
4. 製造費用結構改變：如前所述，目前之製造環境，已由傳統之人力密集製造方式，逐漸步入自動化之製造方式，製造費用結構亦有顯著之改變，不僅製造費用分攤方式應隨之改變，同時應將產能成本之因素考慮在內，以便更精確的反映出管理所需求之資訊。